# Хазареджат
Хазареджа́т (Хазараджа́т) — историческая горная область на центральной части современной территории Афганистана.

## История
Точных границ Хазареджата установить невозможно. А. Е. Снесарев определяет их следующим образом: «Восточная граница этой территории лежит на меридиане перевала Унай; западная — на меридиане, пролегающем между Мургабом и Меймене. Северная граница пролегает южнее широтного колена хребта Банди Туркестан, а южная — почти совпадает с параллелью города Газни. <…> Восточную часть этой большой территории занимают хезара, а западную — аймаки; где пролегает разделяющая линия, нет определённых указаний». Сведения А. Е. Снесарева относятся к началу XX века.
Махмуд ибн Вали размещает Хазареджат возле города-крепости Барбар, расположенного около Кахмерда и Кандагара, что также несколько условно. Однако дальнейший рассказ историка вносит некоторую ясность в данный вопрос и уточняет границы страны на юге и западе. Так, описывая события 1639 года, автор сообщает, что Хазареджат на юге соседствовал с Кандагаром, а его южная граница проходила по реке Гильменд. Далее он пишет: «Кахмерд — главный город Хазареджата, который простирается до пределов Гура и Гарчистана». Основываясь на этих данных, Б. А. Ахмедов заключил, что на юге граница Хазареджата проходила по среднему течению рек Кдж-руд, Гильменд и верховьям реки Аргандаб, на севере — по верховьям рек Хульм, Балхаба и Сарипула, на востоке действительно, как определил А. Е. Снесарев, по меридиану перевала Унай. На западе же Хазареджат граничил с Гуром и Гарчистаном.
В средние века Хазареджат входил в состав Балхского ханства. Кем и когда была включена территория в состав ханства об этом источники содержат отрывочные, но весьма точные сведения. Кахмерд, главный город Хазареджата, был взят войсками узбекского хана, Шейбанида Абдулла-хана II, — весной 1584 года. В пору Вали Мухаммада в Хазареджате правил аштарханидский наместник Мансур-ходжа тархан, что свидетельствует о подчинении Хазареджата Балхскому ханству в 1580-х годах.
Горную область Хазареджат, в центральной части Афганистана со времён Хулагуидов населяют главным образом хазарейцы, потомки монгольских и тюрко-монгольских племён. В 1890-е годы, афганский эмир Абдурахман-хан, получив известие о расширении восстания хазарейцев, приказал войскам из Чарвилоята и Кабула двинуться в Хазареджат. Вначале повстанцы нанесли поражение карателям, но затем афганскому эмиру удалось одолеть их и окончательно подчинить Хазареджат Афганистану.